# دوايت برنارد
دوايت برنارد (بالإنجليزية: Dwight Bernard)‏ هو لاعب كرة قاعدة أمريكي، ولد في 31 مايو 1952 في ماونت فيرنون في الولايات المتحدة.

## وصلات خارجية
- دوايت برنارد على موقع دوري كرة القاعدة الرئيسي (الإنجليزية)
- دوايت برنارد على موقعبيزبول رفرنس.كوم (الدوري الرئيسي) (الإنجليزية)
- دوايت برنارد على موقعبيزبول رفرنس.كوم (الدوري الثانوي) (الإنجليزية)
- دوايت برنارد على موقع إي إس بي إن.كوم (أم.أل.بي) (الإنجليزية)
- دوايت برنارد على موقع مشجعي الرسوم البيانية (الإنجليزية)